# Gabinete dos Estados Unidos
O Gabinete dos Estados Unidos (em inglês: United States Cabinet), designado também como Gabinete do Presidente (em inglês: President's Cabinet) ou simplesmente Gabinete (em inglês: Cabinet), é composto pelos funcionários mais graduados indicados pelo ramo executivo do governo federal dos Estados Unidos.
Sua existência data do primeiro presidente dos Estados Unidos, George Washington, que indicou um gabinete de quatro pessoas (o secretário de Estado Thomas Jefferson, o secretário do Tesouro Alexander Hamilton, o secretário da Guerra Henry Knox e o procurador-geral Edmund Randolph) para auxiliá-lo e dar conselhos durante o exercício de suas funções.
Os funcionários do gabinete são indicados pelo presidente e apresentados ao Senado dos Estados Unidos para serem confirmados ou rejeitados através de uma maioria simples. Se aprovados, são juramentados e iniciam seus trabalhos. Além do procurador-geral e, anteriormente, do Diretor-geral dos Correios, todos recebem o título de Secretário.

## História
A tradição de montar um gabinete cresceu durante os debates da Convenção Constitucional de 1787, que discutiu se o presidente deveria exercer o poder executivo sozinho ou de maneira colaborativa com um conselho de ministros. Como resultado dos debates, a Constituição dos Estados Unidos (Artigo II, Seção I, Cláusula 1) investe "todo o poder executivo" na figura do presidente e o autoriza—sem o compelir—a "requerer a opinião, por escrito, do chefe de cada uma das secretarias do Executivo sobre assuntos relativos às respectivas atribuições". A Constituição não especifica quais departamentos executivos seriam, quantos seriam ou quais seriam suas incumbências. 
George Washington, o primeiro presidente estadunidense, organizou seus oficiais principais em forma de gabinete de governo, e teve seu modelo seguido tradicionalmente por todos os presidentes. O gabinete de Washington consistiu em cinco membros: ele mesmo, o Secretário de Estado Thomas Jefferson, o Secretário do Tesouro Alexander Hamilton, o Secretário da Guerra Henry Knox e o Procurador-geral Edmund Randolph. O Vice-presidente John Adams não estava incluído no gabinete de Washington uma vez que o cargo era inicialmente legislativo (enquanto Presidente do Senado). Somente no século XX, os vice-presidentes passaram a figurar regularmente na lista de membros do gabinete presidencial. 
Os presidentes têm utilizado as reuniões com o gabinete, mas para diversas questões e finalidades. O Secretário de Estado William H. Seward e seu predecessor Woodrow Wilson defenderam o uso de um gabinete parlamentar. Porém, o então presidente Abraham Lincoln refutou a proposta e Wilson não obteve o modelo em sua administração. Nas recentes administrações, os gabinetes cresceram consideravelmente passando a incluir a equipe administrativa da Casa Branca. Ronald Reagan criou sete sub-conselhos de gabinete para analisar diversas questões políticas, sendo que seus seguidores mantiveram a prática.

## Lei federal
No Título 3 do Código dos Estados Unidos, que corresponde à delegação de autoridade pelo Presidente, é determinado que "nada neste documento será considerado como exigência de autorização expressa em qualquer caso em que tal funcionário seja presumido por lei ter agido por autoridade ou direção do Presidente." Isto se refere diretamente aos chefes dos departamentos executivos, pois cada um de seus cargos é criado e especificado pela lei estatutária e, portanto, concede-lhes autoridade para agir pelo Presidente nas áreas de responsabilidade específica sem uma delegação específica. 
Segundo o Estatuto Federal Anti-Nepotismo, aprovado em 1967, ocupantes de cargos federais são proibidos de indicar seus familiares imediatos para determinadas posições no governo, especialmente dentro do gabinete presidencial.

## Gabinete atual
Os indivíduos listados abaixo foram nomeados pelo presidente Donald Trump para compor seu gabinete de governo e devidamente confirmados pelo Senado dos Estados Unidos, conforme determina a Constituição do país. Atualmente encontram-se os secretários interinos, pois os nomeados estão à espera da confirmação do Senado.

### Vice-presidente e Secretários Executivos
O Gabinete dos Estados Unidos inclui o Vice-presidente e os líderes dos 15 departamentos executivos, listados abaixo de acordo com a linha de sucessão presidencial. Estas 15 posições são consideradas o "centro do gabinete", enquanto distintas de outros cargos em nível de gabinete entre os funcionários da Casa Branca e chefes de outras organizações governamentais, nenhum dos quais integra a ordem de sucessão presidencial. Note-se que o Presidente da Câmara dos Representantes e o Presidente pro tempore seguem imediatamente ao Vice-presidente e precedem o Secretário de Estado na ordem de sucessão presidencial, porém fazem parte do poder legislativo e, portanto, não integram o Gabinete. 
| Nº | Cargo                                                    | Cargo                                            | Órgão relacionado                                  | Instrumento constituinte | Incumbente | Incumbente            | Ref.   |
| -- | -------------------------------------------------------- | ------------------------------------------------ | -------------------------------------------------- | ------------------------ | ---------- | --------------------- | ------ |
| 1  | Selo do Vice-presidente dos Estados Unidos               | Vice-presidente                                  | Vice-presidente                                    | Art. II, § 1, cl. 1      |            | J. D. Vance           | [ 8 ]  |
| 2  | Selo do Secretário de Estado                             | Secretário de Estado                             | Departamento de Estado                             | 22 U.S.C. § 2651a        |            | Marco Rubio           | [ 9 ]  |
| 3  | Selo do Secretário do Tesouro                            | Secretário do Tesouro                            | Departamento do Tesouro                            | 31 U.S.C. § 301          |            | Scott Bessent         | [ 10 ] |
| 4  | Selo do Secretário de Defesa                             | Secretário de Defesa                             | Departamento de Defesa                             | 10 U.S.C. § 113          |            | Pete Hegseth          | [ 11 ] |
| 5  | Selo do Procurador-Geral dos Estados Unidos              | Procurador-Geral                                 | Departamento de Justiça                            | 28 U.S.C. § 503          |            | Pam Bondi             | [ 12 ] |
| 6  | Selo do Secretário do Interior                           | Secretário do Interior                           | Departamento do Interior                           | 43 U.S.C. § 1451         |            | Doug Burgum           | [ 13 ] |
| 7  | Selo do Secretário da Agricultura                        | Secretário de Agricultura                        | Departamento de Agricultura                        | 7 U.S.C. § 2202          |            | Brooke Rollins        | [ 14 ] |
| 8  | Selo do Secretário de Comércio                           | Secretário de Comércio                           | Departamento de Comércio                           | 15 U.S.C. § 1501         |            | Howard Lutnick        | [ 15 ] |
| 9  | Selo do Secretário do Trabalho                           | Secretário do Trabalho                           | Departamento do Trabalho                           | 29 U.S.C. § 551          |            | Lori Chavez-DeRemer   |        |
| 10 | Selo do Secretário de Saúde e Serviços Humanos           | Secretário de Saúde e Serviços Humanos           | Departamento de Saúde e Serviços Humanos           | 67 Stat. 631             |            | Robert F. Kennedy Jr. | [ 16 ] |
| 11 | Selo do Secretário de Habitação e Desenvolvimento Urbano | Secretário de Habitação e Desenvolvimento Urbano | Departamento de Habitação e Desenvolvimento Urbano | 42 U.S.C. § 3532         |            | Scott Turner          | [ 17 ] |
| 12 | Selo do Secretário de Transportes                        | Secretário de Transportes                        | Departamento de Transportes                        | 49 U.S.C. § 102          |            | Sean Duffy            | [ 18 ] |
| 13 | Selo do Secretário da Energia                            | Secretário de Energia                            | Departamento de Energia                            | 42 U.S.C. § 7131         |            | Chris Wright          | [ 19 ] |
| 14 | Selo do Secretário de Educação                           | Secretário de Educação                           | Departamento de Educação                           | 20 U.S.C. § 3411         |            | Linda McMahon         |        |
| 15 | Selo do Secretário dos Assuntos de Veteranos             | Secretário de Assuntos dos Veteranos             | Departamento dos Assuntos de Veteranos             | 38 U.S.C. § 303          |            | Doug Collins          | [ 20 ] |
| 16 | Selo do Secretário de Segurança Interna                  | Secretário de Segurança Interna                  | Departamento de Segurança Interna                  | 6 U.S.C. § 112           |            | Kristi Noem           | [ 21 ] |

### Cargos executivos
Os cargos executivos (ou "cargos a nível de gabinete") listados abaixo integram comumente o Gabinete dos Estados Unidos de forma não-oficial e sua membresia e participação nas diretrizes de governo refletem a vontade expressa de cada Presidente. Os cargos a seguir são nomeados e, após confirmação pelo Senado, respondem diretamente ao Presidente em posição de soberania institucional como os Secretários Executivos. 
| Cargo                                                            | Cargo                                          | Órgão relacionado                     | Instrumento constituinte | Incumbente | Incumbente     | Ref. |
| ---------------------------------------------------------------- | ---------------------------------------------- | ------------------------------------- | ------------------------ | ---------- | -------------- | ---- |
| Selo da Agência de Proteção Ambiental dos Estados Unidos         | Administrador da Agência de Proteção Ambiental | Agência de Proteção Ambiental         | 5 U.S.C. § 906           |            | Lee Zeldin     |      |
| Selo do Gabinete de Administração e Orçamento dos Estados Unidos | Diretor de Administração e Orçamento           | Gabinete de Administração e Orçamento | 31 U.S.C. § 502          |            | Russell Vought |      |
| Selo do Diretor de Inteligência Nacional                         | Diretor de Inteligência Nacional               | Comunidade de Inteligência            | 50 U.S.C. § 3023         |            | Tulsi Gabbard  |      |
| Selo do Diretor da Agência Central de Inteligência               | Diretor da Agência Central de Inteligência     | Agência Central de Inteligência       | 50 U.S.C. § 3036         |            | John Ratcliffe |      |
| Selo do Representante do Comércio                                | Representante do Comércio                      | Gabinete do Representante do Comércio | 19 U.S.C. § 2171         |            | Jamieson Greer |      |
| Selo da Administração de Pequenas Empresas dos Estados Unidos    | Diretor da Administração de Pequenas Empresas  | Administração de Pequenas Empresas    | 15 U.S.C. § 633          |            | Kelly Loeffler |      |
| Selo do Chefe de Gabinete da Casa Branca                         | Chefe de Gabinete da Casa Branca               | Gabinete Executivo do Presidente      | 53 Stat. 561             |            | Susie Wiles    |      |

## Galeria

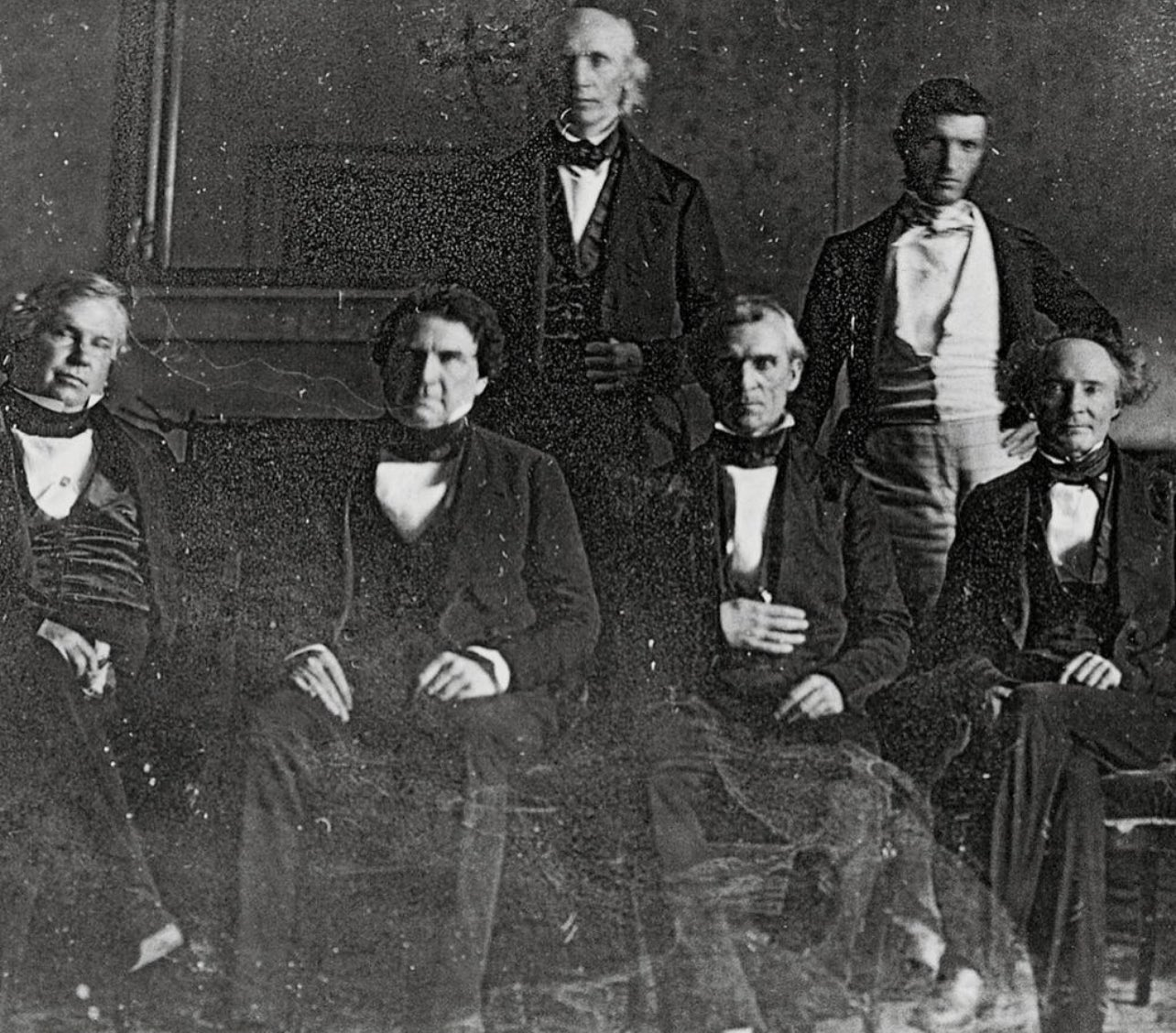
Gabinete de James K. Polk
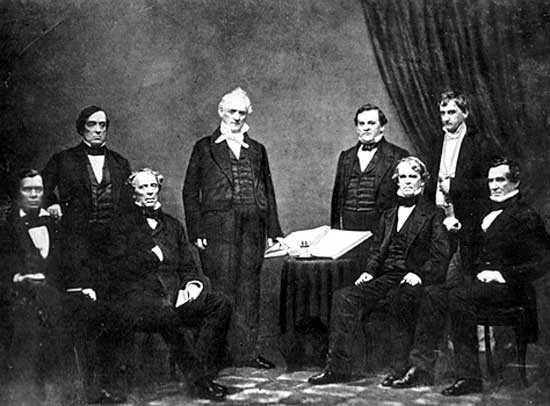
Gabinete de James Buchanan
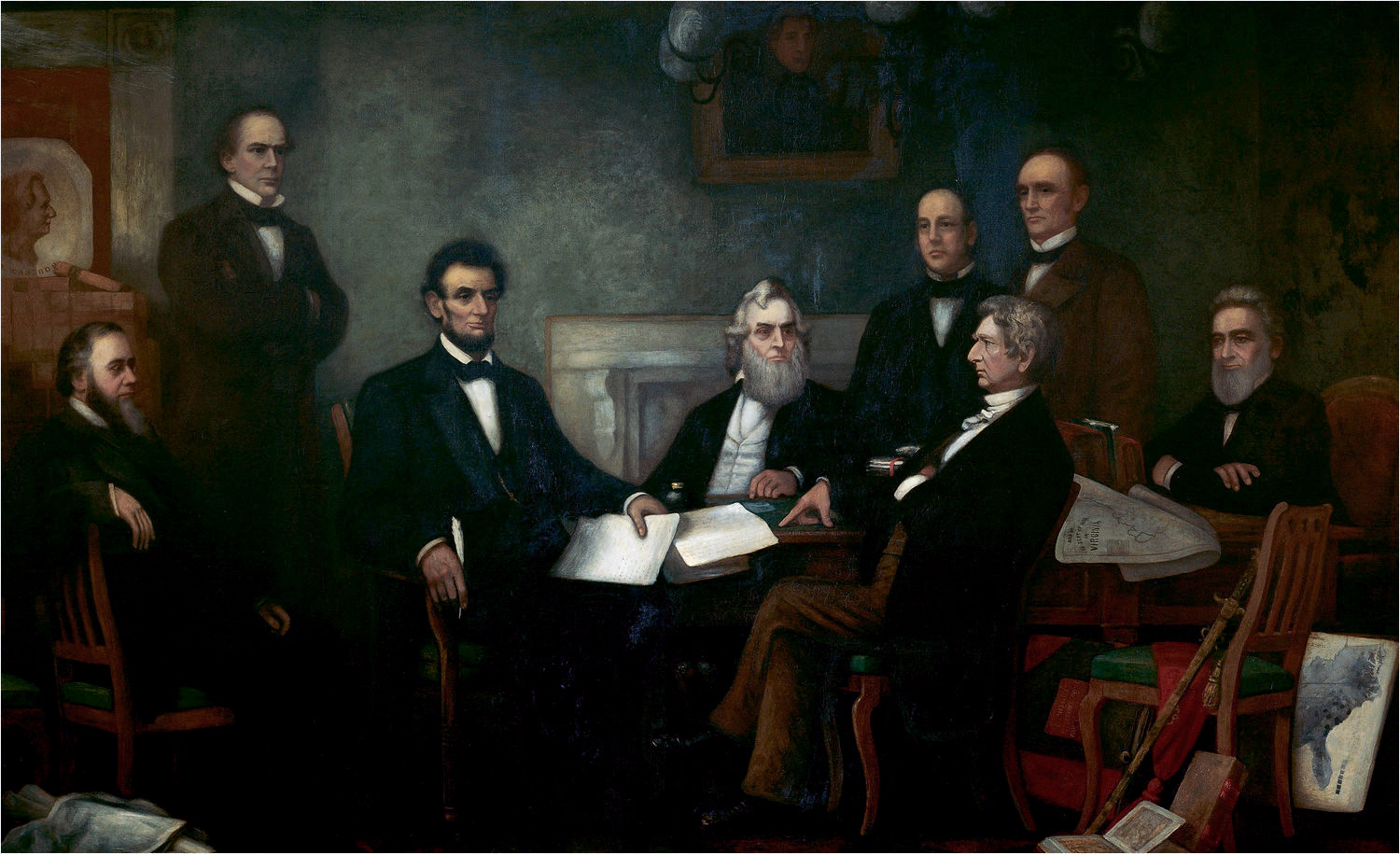
Gabinete de Abraham Lincoln
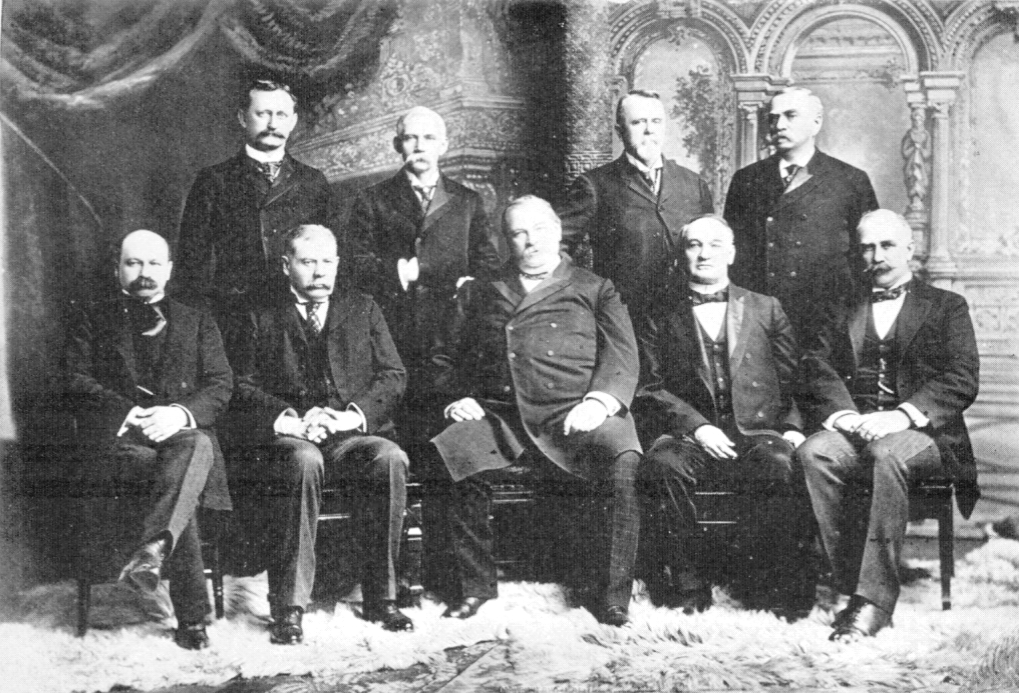
Gabinete de Grover Cleveland
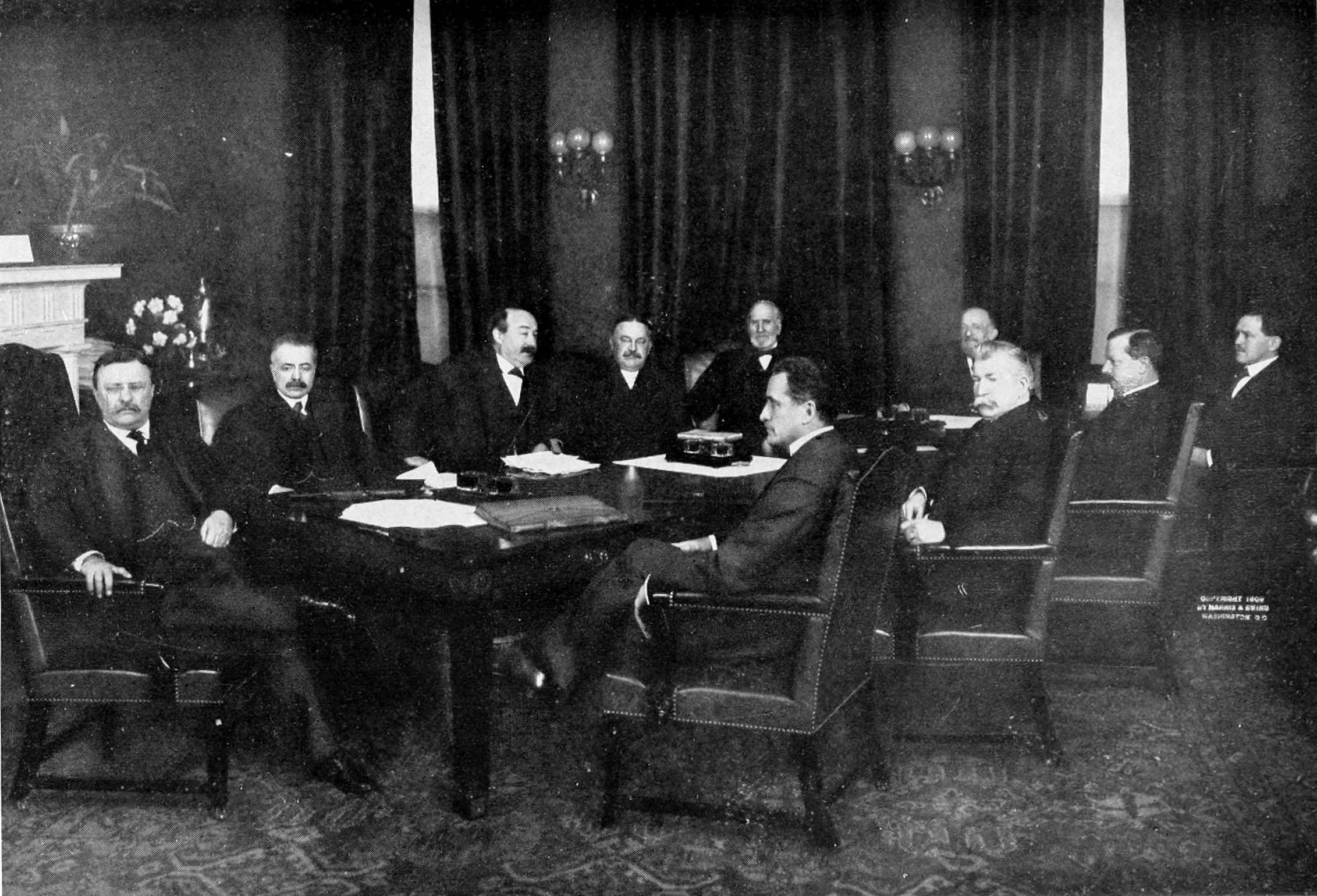
Gabinete de Theodore Roosevelt
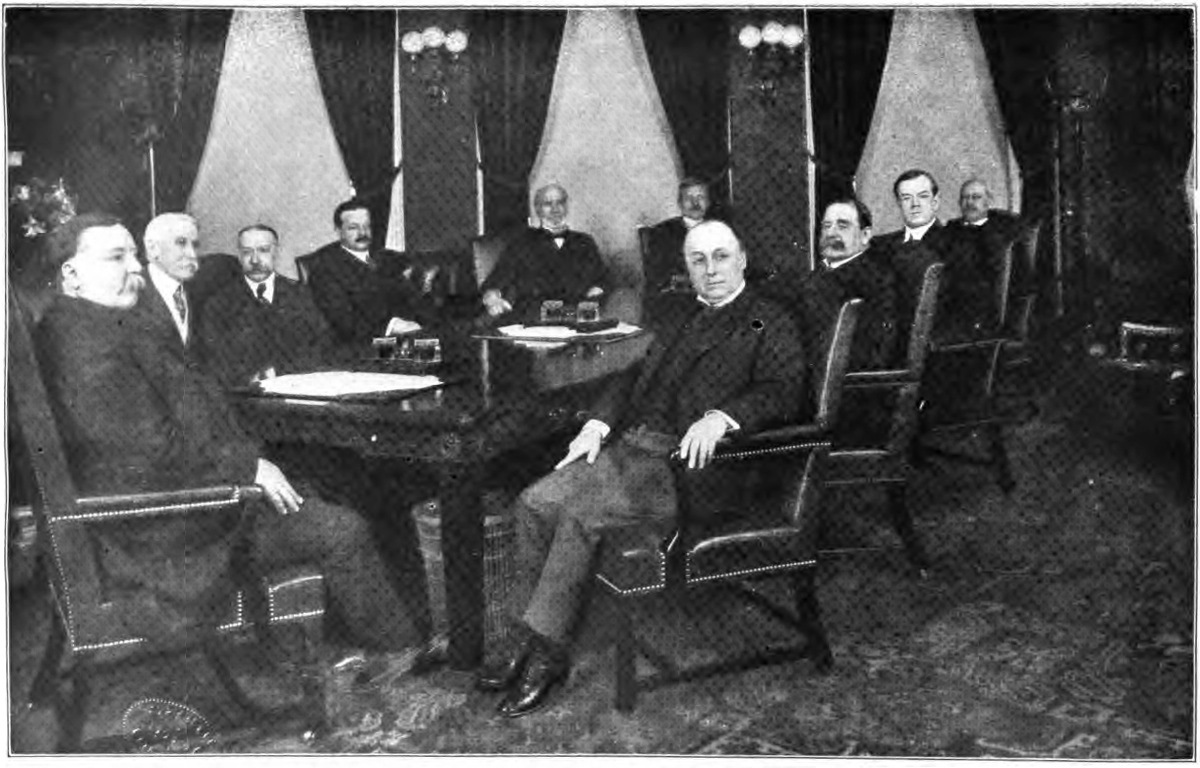
Gabinete de William H. Taft
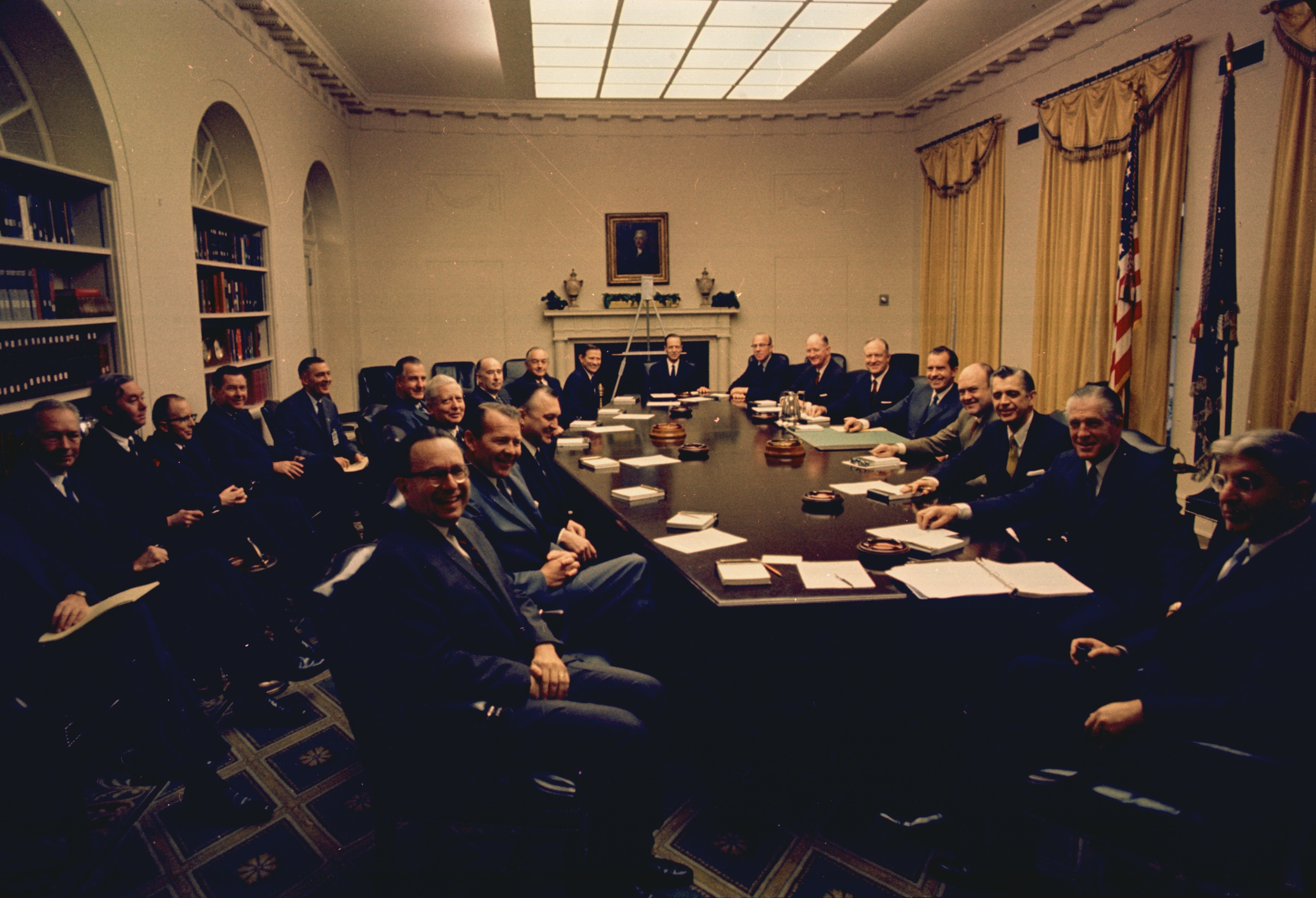
Gabinete de Richard Nixon
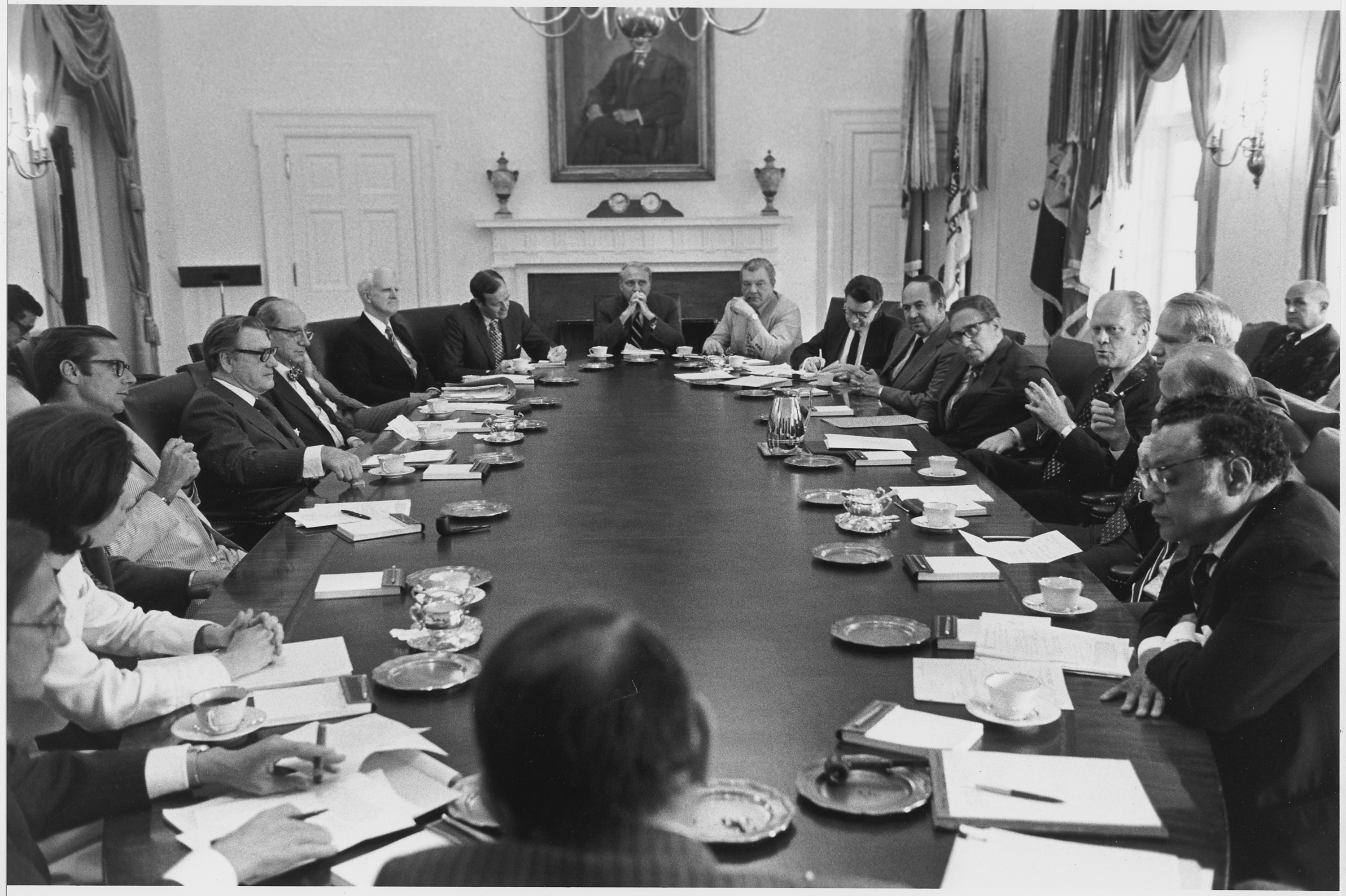
Gabinete de Gerald Ford
Gabinete de Jimmy Carter
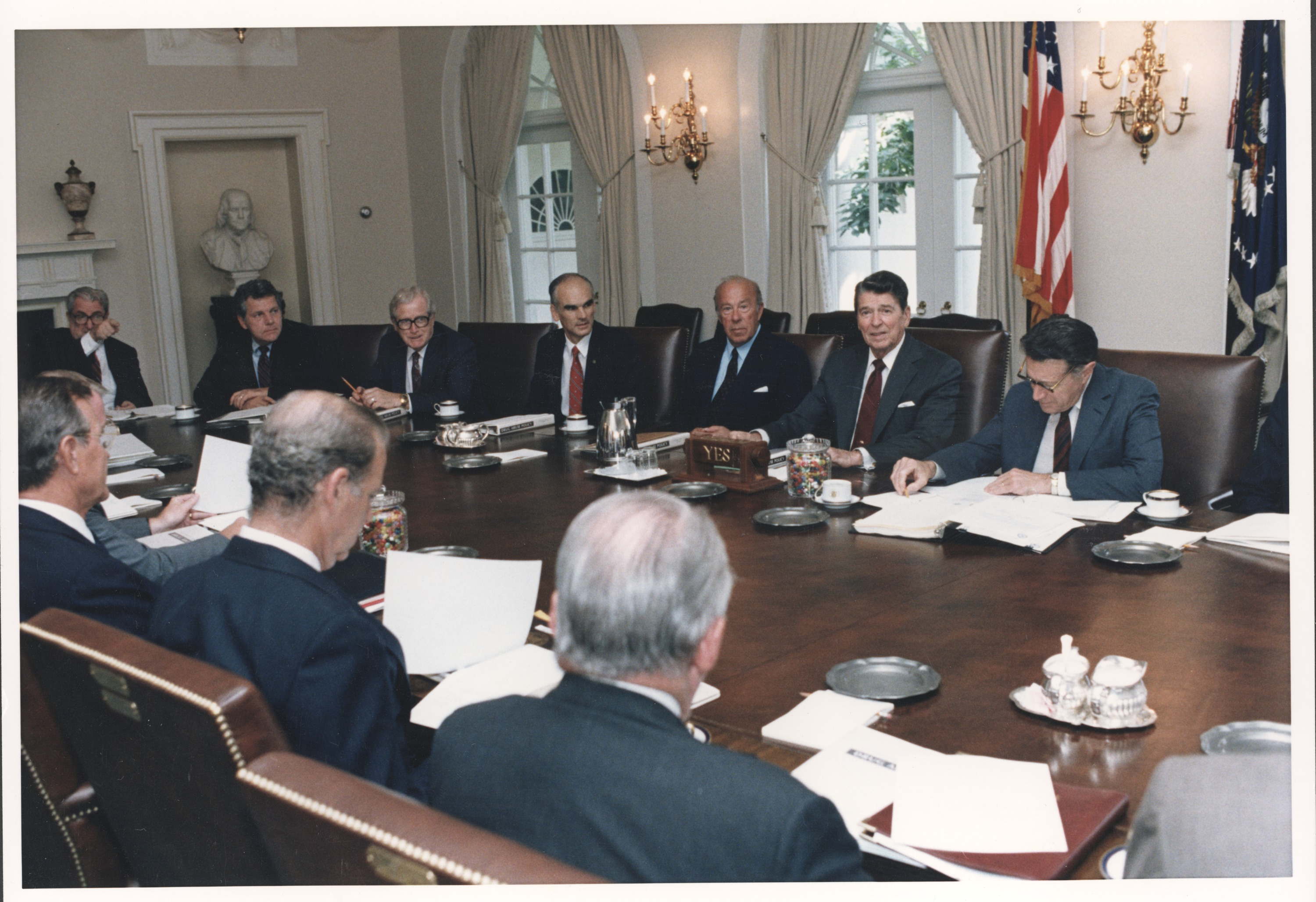
Gabinete de Ronald Reagan
Gabinete de George H. W. Bush
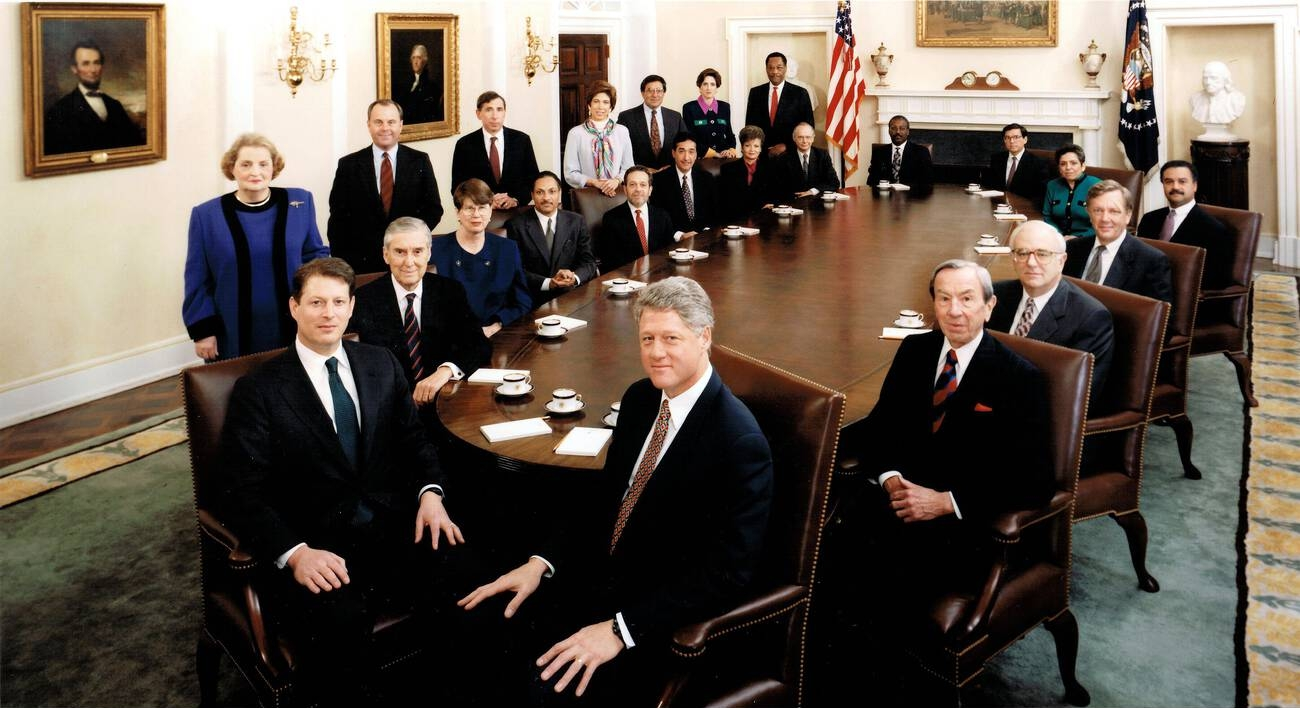
Gabinete de Bill Clinton
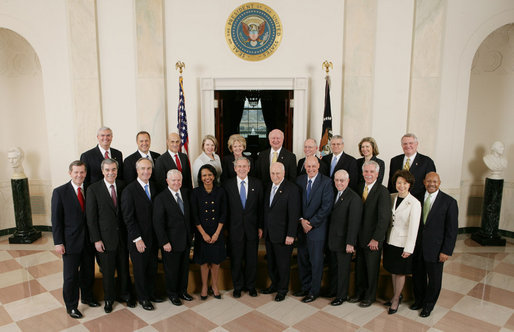
Gabinete de George W. Bush
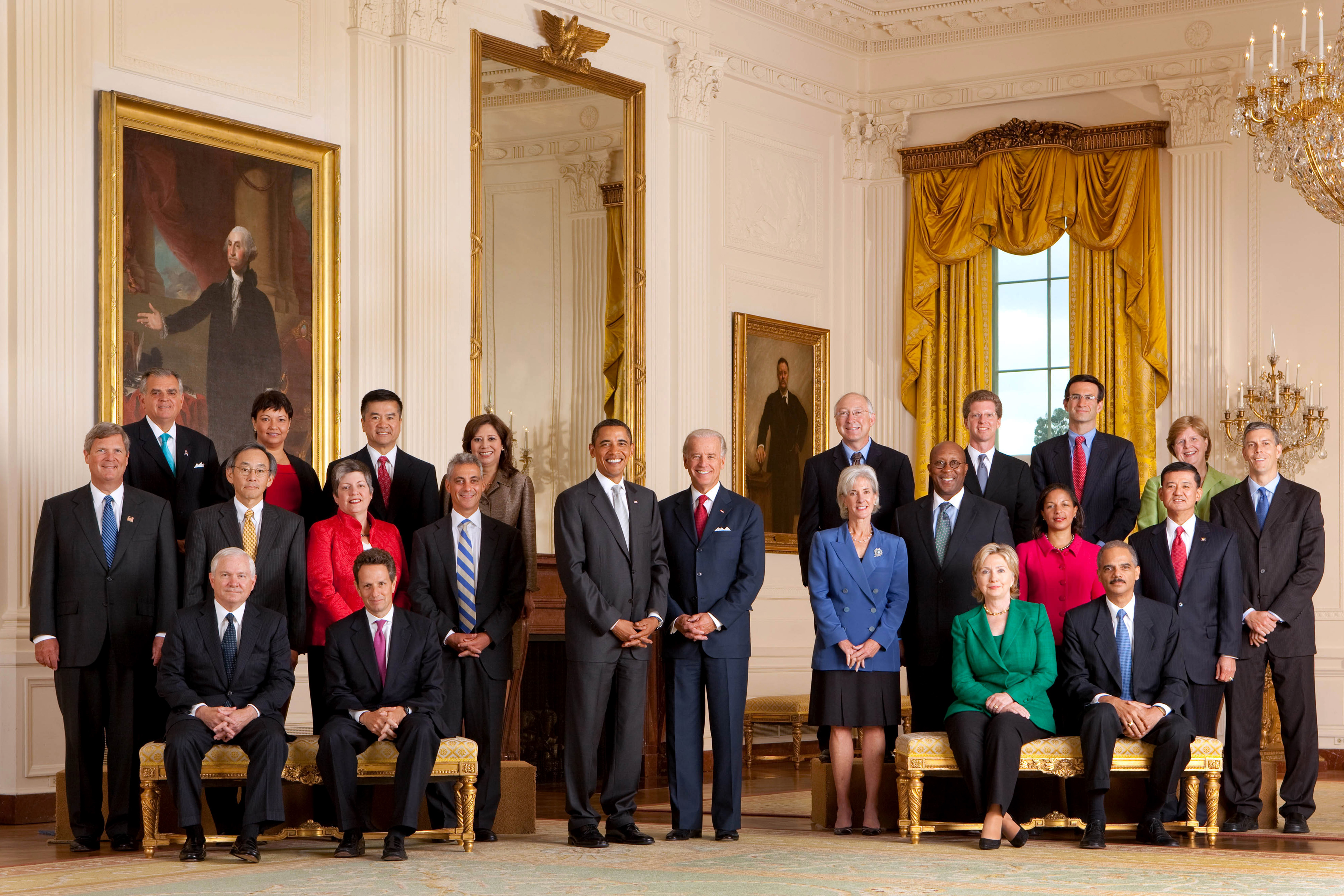
Gabinete de Barack Obama
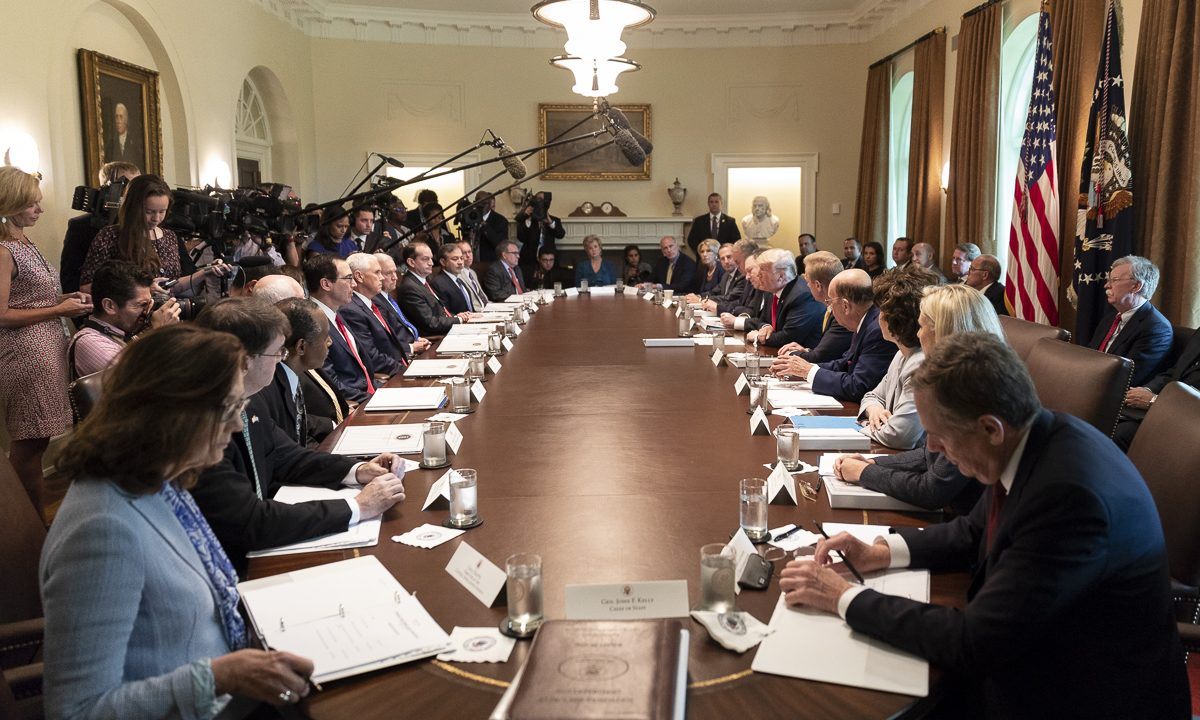
Gabinete de Donald Trump
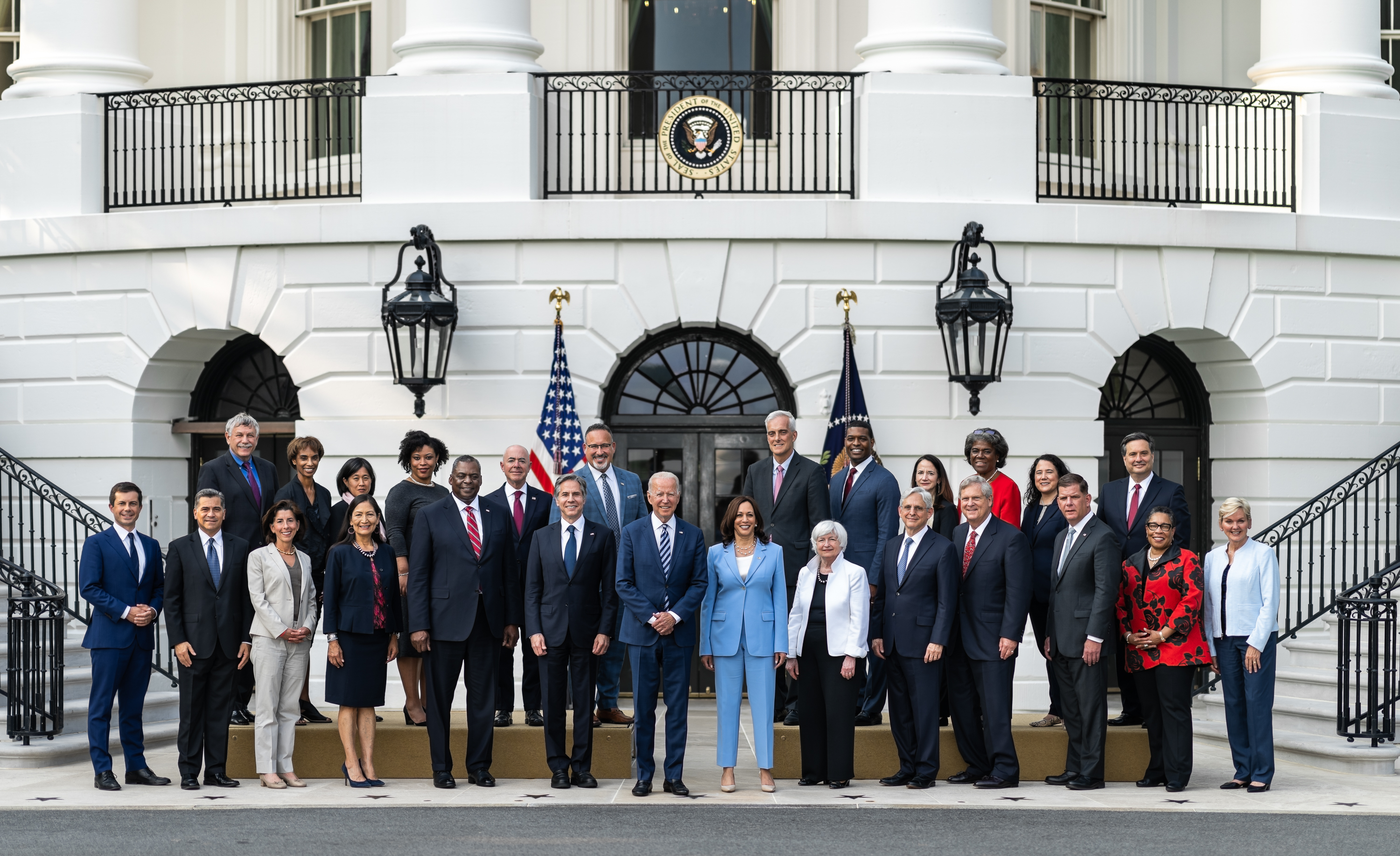
Gabinete de Joe Biden